# Bogumiła Zbirożanka Malec
Bogumiła Zbirożanka Malec (ur. 28 maja 1913 w Częstochowie, zm. 24 stycznia 1987 w Częstochowie) – polska awangardzistka, malarka i autorka wierszy.

## Życie i twórczość
Studiowała w okresie międzywojennym najpierw w latach 1934–1937 na Akademii Sztuk Pięknych w Krakowie w pracowni w pracowni profesora Władysława Jarockiego, gdzie poznała, m.in. Tadeusza Kantora i Ernę Rosenstein, a następnie przeniosła się do Warszawy. Po ukończeniu ASP w Warszawie wróciła do Częstochowy, gdzie po II wojnie światowej uczestniczyła w życiu środowiska artystycznego, m.in. współtworząc Związek Zawodowy Polskich Artystów Plastyków i Szkołę Sztuk Pięknych, która funkcjonuje, jako Zespół Szkół Plastycznych im. Jacka Malczewskiego.
W latach 30. XX w. była związana z ruchem KPP, później w PZPR, z której wystąpiła. Brała udział w powstaniu warszawskim. Z końcem 1944 r. w Częstochowie pomogła ukryć się Ernie Rosenstein, malarce żydowskiego pochodzenia. Uhonorowana tytułem Sprawiedliwy wśród narodów świata.
Jej malarstwo bywa określane sztuką „bezprzedmiotową”, będącą zaprzeczeniem realizmu na rzecz abstrakcji i surrealizmu. W latach 50. XX w. organizowała „kino-formy”, czyli pokazy obrazów łączone z własną poezją czytaną w trakcie spotkań autorskich. Założyła teatr kukiełkowy, który działał krótko w latach 60. w Domu Kultury w Częstochowie. Wieczory teatralne odbyły się w Mielnie, Rabce, Polanicy-Zdroju, Żegiestowie oraz w Częstochowie. Brała udział w wystawach miejskich i regionalnych ZPAP.

### Ważniejsza bibliografia
- Jaśkiewicz A., [„50 lat...”], w: Wystawa 50-lecia ZPAP w Częstochowie, katalog, Częstochowa 1995.
- Jaśkiewicz A., [wstęp], w: 1945-1965. XX lat w twórczości plastycznej oddziału ZPAP w Częstochowie, katalog, ZPAP, Częstochowa 1965.
- Jaśkiewicz A., Artyści Częstochowy 1850-1960, katalog, Muzeum Częstochowskie, Częstochowa 1996.
- A. Miry, Wystawiennictwo artystyczne w Muzeum Częstochowskim. Część I: lata 1905–1975, w. Rocznik Muzeum Częstochowskiego, 2011/2012, Częstochowa 2013
- Piwowarski J. Mróz J., Bogumiła Zbirożanka Malec (1913–1987) „porywają mię laury, porywa mię owa wyżyna...”, Częstochowa 2017.